# 拆字
拆字，又称“测字”、“破字”、“相字”等，一种有趣的汉字游戏，在古代属于玄学，至今仍然常被用来推测吉凶、算命等，通过把汉字加减笔画，拆开偏旁部首，打乱字体结构等方式，进行解释人物性格、人情世态，甚至推断社会局势演变等。

## 傳統文化意義上的拆字
漢字以形聲、會意為大宗，為拆字提供了大量的材料，自古即有拆字算命、拆字謎。日常生活中也會為了方便表達而拆字，像是對別人介紹姓氏時會說「弓長張」、「木子李」等。
拆字也是測字占卜手法的一種。《后汉书·蔡茂传》：“茂，梦坐大殿，极上有三穗禾，茂跳取之，得其中穗，辄复失之。以问主簿郭贺，郭贺离席庆曰：‘大殿者，宫府之形象也。极而有禾，人臣之上，禄也。取中穗，是中台之位也。于字禾失秩，虽曰失之，乃所以得禄秩也。’”。
現代電腦輸入文字，有以字根為基本單位的倉頡輸入法、嘸蝦米輸入法等中文輸入法。
此外，拆字还运用于文学创作中。如吴文英《唐多令·惜别》中有句：何处合成愁，离人心上秋，纵芭蕉不雨也飕飕。就是将“愁”字拆为“秋”与“心”两部分。

## 網絡文化意義上的拆字
隨著網際網路普及，網友們利用拆字、火星文、腦殘體等各種方式來避免被用搜尋引擎找到、回避關鍵字過濾。
在中國大陸，由於網絡審查的緣故，當地的各討論區（如：百度貼吧）、部份博客網站，以及新聞評論等，均設有內容過濾系統，對“不適合”的內容進行過濾。曾有网友的一句调侃在網絡廣爲流傳，後來成為代表性的寫照：“不 矢口 亻十 么 日寺 候，亻奄 聽 言兑 言仑 土亶 有 辶咼 氵虑 白勺 言兑 氵去，方仒 是，亻奄 学 会 了 扌斥 字。后 来 ， 亻奄 米青 礻申 分 裂了。”（不知什么时候，俺听说论坛有过滤的说法，于是，俺学会了拆字。后来，俺精神分裂了。）
此外，拆字也常用来表达激动的情绪或加重的语气。比如在弹幕视频中，网友们经常把“战歌起”打为“占戈哥欠走己”，以形成慷慨激昂的语气效果。

## 非中文的拆字
許多非漢語語言都可以從語素來分析字的構成與含意。像是manicure（指甲修護）源自拉丁語manus（手）和cura（照顧）。

## 中文例子
- 月巴：肥
- 郭春海

## 延伸阅读
[在维基数据编辑]
 《欽定古今圖書集成·博物彙編·藝術典·拆字部》，出自陈梦雷《古今圖書集成》